# Wei Lihuang
Wei Lihuang (en chino tradicional, 衛立煌; en chino simplificado, 卫立煌; pinyin, Wèi Lìhuáng) (16 de febrero de 1897–17 de enero de 1960) fue un general chino que formó parte del gobierno Nacionalista a lo largo de la guerra civil china y la segunda guerra sino-japonesa como uno de los comandantes militares más exitosos de China.
Wei se unió al Kuomintang (KMT) a principios de los años 1920, y se convertiría en general luego de la Expedición del Norte, una campaña de dos años para unificar a China. Su éxito posterior bajo el mando de Chiang Kai-shek durante las Campañas de Represión de Bandidos (Comunistas) entre 1930 y 1934 le harían merecedor del sobrenombre "Wei de las Cien Victorias".

## Guerra con Japón

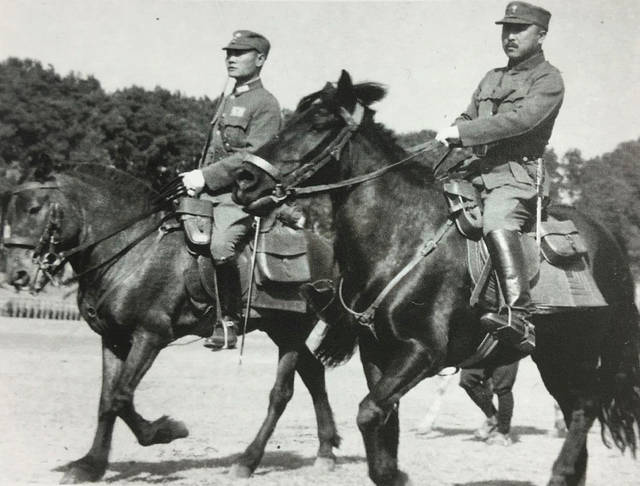
General Wei Lihuang

Como general durante la segunda guerra sino-japonesa, Wei comandó el Área de la Primera Guerra. Con la entrada del Reino Unido y luego los Estados Unidos en la guerra contra Japón, fue transferido al sur de China como comandante del Grupo del Ejército Nacionalista Chino XI. Luego reemplazaría al general Chen Cheng como el comandante de las Fuerzas Expedicionarias Chinas, conocida como Fuerza Y. La Fuerza Y consistía de más de 100.000 soldados nacionalistas, y participó en las principales operaciones terrestres en apoyo de la ofensiva del general estadounidense Joseph W. Stilwell en el norte de Birmania. A diferencia de muchos de sus contemporáneos, Wei logró trabajar de manera efectiva con comandantes estadounidenses.
Comenzando con su ofensiva en el sur de Yunnan el 11 de mayo de 1944, las tropas de Wei capturaron Tengchung el 15 de septiembre luego de dos meses de intensas luchas. Procediendo hacia el sur pese a enfrentarse a una fuerte resistencia, sus fuerzas finalmente se unieron con las divisiones chinas en Wanting, Birmania, el 27 de enero de 1945. El éxito de esta ofensiva permitió a los aliados reabrir la ex red de suministros de la Ruta de Birmania hacia China a través de Ledo, Birmania, hoy en día conocido como la Ruta Ledo. Junto con las operaciones de suministro aéreo que ya se llevaban a cabo sobre the Hump, la Ruta Ledo permitió el transporte por tierra de suministros militares desde India a las bases nacionalistas en China.

## Después de la guerra
Luego de ser llamado de vuelta al norte de China para reemplazar al General Chen Cheng, Wei fue puesto al mando de las fuerzas del KMT en el noreste de China en octubre de 1947. Luego de que sus comunicaciones por tierra con el KMT se vieran cortadas luego de la captura comunista de Chinchow (Jinzhou 锦州, Liaoning), supuestamente estaba planeando una ofensiva para recapturar la capital provincial nacionalista antes de que Chiang Kai-shek le ordenara replegarse. Poco antes de la captura de Mukden (Shenyang), Wei regresaría al sur de China luego de ser reemplazado por su comandante de campo Du Yuming en octubre de 1948.
Pese al éxito inicial de Wei, su paso por el noreste fue muy poco exitoso. Desafió las órdenes de retirada por más de un año y perdió 300.000 hombres. Taylor (2009) escribió que "De los 300.000, 246.000 fueron capturados y la muchos, sino la mayoría, fueron rápidamente incorporados en el Ejército Popular de Liberación" (p. 389).
Chiang ordenó el arresto domiciliario de Wei. Wei logró llegar a Hong Kong en 1949 y se mudó a Pekín en 1955, en donde "participaría en varias organizaciones de la República Popular de China" (Taylor, 2009, p. 389) . Vivió en China comunista hasta su muerte en 1960.